# Гарибальд II
Гариба́льд II (нем. Garibald II, лат. Garibaldus; около 585 — около 630) — герцог Баварии (610—630).

## Биография
Гарибальд II происходил из рода Агилольфингов. Он был сыном Тассилона I.
Гарибальд II был женат на Гайле, дочери герцога Фриульского Гизульфа II и Ромильды.
Как и его отец, Гарибальд тоже воевал против славянских соседей. Он подвергся нападению славян в Агунте, что в Восточном Тироле, а территория Баварии подверглась грабежам. Позднее он только частично смог вытеснить славян из своих владений.
О том, кто стал преемником Гарибальда II, достоверных сведений в средневековых исторических источниках не сохранилось. Некоторые современные историки считают, что новым герцогом стал Фара, но это мнение не находит поддержки среди большинства исследователей. Скорее всего, преемником Гарибальда II был Теодон I, свидетельства о правлении которого в Баварии датируются 670-ми—680-ми годами.